# گائو فنگ (جودوکار)
گائو فنگ (انگلیسی: Gao Feng؛ زادهٔ ۲ فوریهٔ ۱۹۸۲) جودوکار اهل چین است.